# Elaphoglossum sieberi
Elaphoglossum sieberi är en träjonväxtart som först beskrevs av William Jackson Hooker och Grev., och fick sitt nu gällande namn av Moore. Elaphoglossum sieberi ingår i släktet Elaphoglossum och familjen Dryopteridaceae. Inga underarter finns listade.